# Inre London

Inre London

Inre London (engelska Inner London) är en beteckning på de 12 kommuner (London boroughs) i Storlondon som traditionellt utgjort London. Mellan 1889 och 1965 utgjorde området grevskapet London. Undantaget är North Woolwich, som överfördes till Newham och därmed tillhör yttre London. Begreppet brukas också i en mer begränsad och informell omfattning till ett mindre område i stadskärnan, och då gärna i samband med storstadsproblem.
De ingående kommunerna är: Camden, Greenwich, Hackney, Hammersmith and Fulham, Islington, Kensington and Chelsea, Lambeth, Lewisham, Southwark, Tower Hamlets, Wandsworth och Westminster. City of London administreras inte som en del av Stor-London, men i vissa sammanhang räknas också denna självständiga stad med bland de tjänster som utförs tillsammans. 
Newham har sökt om att få bli omdefinierat från yttre till inre London, orsaken till detta är att det ges speciella statliga subventioner till kommunerna i inre London för att ta hand om diverse storstadsproblem, och Newham anser att man arbetar lika mycket med dessa problem som kommunerna i inre London.

Inre London (statistisk definition)

I vissa sammanhang, speciellt i samband med befolkningsstatistik, används en annan definition där Haringey och Newham är inkluderade, medan Greenwich då räknas som del av yttre London.